# 대한민국-북마케도니아 관계
대한민국과 북마케도니아는 2019년에 외교관계를 수립하였다. 2018년까지만 하더라도 북마케도니아는 대한민국이 독립국으로 승인한 국가들 가운데 시리아, 코소보, 쿠바와 함께 대한민국과 수교하지 않은 나라 가운데 하나였다. 유고슬라비아 연방공화국이 해체되면서 북마케도니아는 당시 마케도니아 공화국이라는 국명으로 독립하였다. 그러나 마케도니아 국호 분쟁 때문에 마케도니아 지방과 역사적으로 관련성이 깊은 그리스와 지속적으로 갈등을 겪어왔고, 유엔을 비롯한 국제 기구에서도 한동안 구유고슬라비아 마케도니아 공화국이라는 이름으로 알려져 있었다.
그러다가 2018년 6월 알렉시스 치프라스 그리스 총리, 조란 자에브 마케도니아 총리가 프레스파 협정을 통해 북마케도니아로 국명을 변경하는데 합의하면서 상황이 변화하였다. 참고로 마케도니아는 국명 변경 이후 북대서양 조약 기구 가입에 성공하였고, 유럽 연합 가입 협상도 개시하였다. 한국 전쟁에서 대한민국을 지원하였던 그리스와의 관계를 중시해왔던 대한민국도 북마케도니아와 수교 논의를 하게 된다. 그리하여 2019년 양국의 유엔 주재 대표부가 협의 이후에 공식 수교에 합의하였다. 두 국가는 아직까지 상호 공관은 설치하지 않은 상태인데, 대한민국 정부에서는 불가리아 주재 대한민국 대사관이 북마케도니아를 겸임하며, 북마케도니아 정부에서는 일본 주재 북마케도니아 대사관이 대한민국을 겸임한다.

## 관계
- 2019년 외교관계 수립[12]

## 같이 보기
- 마케도니아 국호 분쟁